# Южа
Южа (на руски: Южа) e град в Русия, административен център на Южки район, Ивановска област. Населението на града към 1 януари 2018 е 12 595 души.